# Aucha minor
Aucha minor là một loài bướm đêm trong họ Noctuidae.